# بندر إمام للبتروكيماويات
شركة بندر إمام للبتروكيماويات (بالفارسية: شرکت پتروشیمی بندر امام) هي شركة بتروكيماويات إيرانية تنتج المواد الكيميائية والعطريات والبوليمرات والغاز النفطي المسال. يتم إنتاج المنتجات الرئيسية للصناعة البتروكيماوية مثل الإيثيلين والبروبيلين والبوتادين والبنزين والتولوين والزيلين في هذا المجمع، وبشكل رئيسي "المنتجات الوسيطة والمنتجات النهائية مثل البولي إيثيلين الخفيف والبولي إيثيلين الثقيل والمطاط الصناعي والبولي فينيل كلوريد والباراسيلين و MTBE.

## النشأة
تأسست هذه الشركة في عام 1973 من شراكة بين الشركة الوطنية الإيرانية للبتروكيماويات وشركة ميتسوي تحت اسم الشركة الإيرانية اليابانية للبتروكيماويات. ولكن في عام 1986، بعد انسحاب شركة ميتسوي من مشروع البناء المجمع، تم شراء جميع أسهمها من قبل الشركة الوطنية الإيرانية للبتروكيماويات. وتم تغيير اسمها إلى شركة بندرإمام للبتروكيماويات.

## الموقع جغرافي
تقع الشركة على مساحة تبلغ حوالي 270 هكتارًا، في محافظة خوزستان، على بعد 105 كم جنوب شرق الأهواز و 84 كم شرق عبادان في مدينة معشور.

## المنتجات
تتکون المنتجات البتروكيماوية في بندر امام من الأعلاف والوقود ومنتجات البوليمر والمنتجات العطرية والمنتجات الكيماوية.

## الانجازات
حصلت شركة بندر امام للبتروكيماويات على الشارة البرونزية C1 للموارد البشرية، کما انتخبت کوحدة مجتهدة في مجال البيئة، وایضا حصلت علی المرتبة الـ28 بين أفضل 100 شركة في إيران من حيث مؤشر المبيعات.